# Rücklauftemperaturbegrenzer
Ein Rücklauftemperaturbegrenzer (kurz: RTL für Return temperature limiter oder auch RTL-Ventil) ist ein spezielles Thermostatventil, das in Heiz- oder Kühlkreisläufen eingesetzt wird. Er misst dort die Temperatur des Wärmeträgers. Im Falle einer Heizung mindert es die Durchflussgeschwindigkeit des Mediums, wenn die Temperatur über einem Schwellwert liegt, damit dieses im vorgelagerten Wärmetauscher (Heizkörper, Fußboden) länger verbleibt und mehr Wärme abgibt. Dies dient zur Erhöhung der Effizienz der Anlage. Die bekannteste Verwendung ist die in Fußbodenheizungen.

## Funktionsweise
Ein Rücklauftemperaturbegrenzer befindet sich im Rücklauf eines Heiz- oder Kühlkreislaufes. Er besteht aus einem Temperaturfühler und einem Ventil, meist in der Bauform eines Thermostatventils. Er misst die Temperatur des Wärmeträgers im Rücklauf und regelt über sein Ventil dessen Durchflussmenge. Ziel dabei ist es, über die Verweildauer im abgebenden Wärmetauscher (z. B. Heizkörper oder Kühlflächen) eine ausreichend hohe Temperaturdifferenz zwischen Vorlauf und Rücklauf sicherzustellen, um den Wärmetauscher im Erzeuger (z. B. Heizkessel) in einem optimalen Betriebsfenster zu halten. Dies erhöht die Effizienz der Anlage und schützt Heizungsanlagen zudem vor Überhitzung.
Rücklauftemperaturbegrenzer kommen überwiegend bei Flächenheizungen zum Einsatz. Sie finden sich aber auch in Kühlanlagen, Warmwasserbereitern, Boilern, Fernwärmesystemen sowie in einigen Industrieanlagen.